# Aidan Moffat
Aidan John Moffat, noto anche con lo pseudonimo di L. Pierre (Falkirk, 10 aprile 1973), è un cantante e musicista scozzese.

## Infanzia
Moffat è nato e cresciuto a Falkirk, Scozia. Il primo album che ha comprato è stato Elvis Sings For Kids di Elvis Presley. Frequentò la Falkirk High School, e in quegli anni cominciò ad ascoltare gruppi come i Pixies, i Dinosaur Jr. e gli Slint. Il suo primo concerto lo fece a 16 anni al Glasgow Barrowlands nel 1989. Nel 1990, a 17 anni, fu espulso da scuola. Quindi lavorò per 4 anni in un negozio di dischi chiamato Sleeves Records, da cui si licenziò una mattina del 1994 perché voleva tornare a casa a causa di una sbornia.

## Carriera

### Arab Strap
Nel 1995, Moffat e Malcolm Middleton cominciarono a fare musica insieme con il nome di "Arab Strap", e mandarono delle cassette con dei demo a varie case discografiche. Solo una, la Chemikal Underground, rispose, e presto firmarono per loro.

### L. Pierre
Nel 2002, realizzò un album solista intitolato Hypnogogia con il nome di "Lucky Pierre". Nel 2005, dopo aver cambiato il nome in "L. Pierre", Moffat realizzò un album chiamato Touchpool. Il suo ultimo album da solista, intitolato Dip, lo realizzò nel 2007.

#### Albums
- Hypnogogia (as Lucky Pierre) Melodic 2002
- Touchpool (as L. Pierre) Melodic 2005
- Dip (as L. Pierre) Melodic 2007
- I Can Hear Your Heart Chemikal 2007
- How To Get To Heaven From Scotland (as Aidan Moffat & the Best-Ofs) 2009
- Everything's Getting Older (with Bill Wells) 2011
- The Island Come True (as L. Pierre) 2013
- The Eternalist (as L. Pierre) 2013
- Vagrants_09_14 2015
- The Most Important Place in the World (with Bill Wells) 2015
- Where You're Meant To Be (live/soundtrack album) 2016
- Here Lies the Body (with RM Hubbert) 2018
- Ghost Stories for Christmas (with RM Hubbert) 2018
- Aux pieds de la nuit (as Nyx Nótt) 2020
- These Actions Cannot Be Undone (with James Graham, as Gentle Sinners) 2022